# Tjervena
Tjervena (bulgariska: Червена) är ett distrikt i Bulgarien.   Det ligger i kommunen Obsjtina Svisjtov och regionen Veliko Tărnovo, i den centrala delen av landet, 170 km öster om huvudstaden Sofia.